# Tsuritama
Tsuritama (яп. つり球 цуритама) — японский аниме-сериал, созданный студией A-1 Pictures. Впервые транслировался по телеканалу Fuji TV с 12 апреля по 28 июня 2012 года. Всего было выпущено 12 серий аниме. Сериал был лицензирован компанией Sentai Filmworks на территории США.

## Сюжет
Юки Санада — ученик средних классов, живущий со своей бабушкой. Из-за её работы они постоянно переезжают, поэтому у него никогда не было возможности завести друзей и освоить элементарные социальные навыки. Всякий раз, когда Юки нервничает, он замирает и не может дышать, корча страшное лицо, поэтому другие думают, что он очень злой. Вскоре после прибытия в свой новый дом на острове Эносима у их порога появляется школьник по имени Хару, утверждающий, что он пришелец, и объявляет, что теперь они будут жить в одном доме. Бабушка Юки разрешает ему жить с ними при одном условии. Сам Юки в присутствии Хару чувствует себя неудобно. Позже они знакомятся с молодым рыбаком — Нацуки и с человеком индийского происхождения по прозвищу Акира.

## Список персонажей
Юки Санада (яп. 真田 ユキ)
Главный герой сериала. Рыжеволосый парень, который слабо адаптирован под социальную жизнь и всё время находится в нервозном состоянии, во время очередного приступа страха, начинает строить страшные мины. Часто слушает советы по телефону на разные темы. Создаёт мысленно моменты, где он оказывается в опасности (например тонет) что даёт дополнительный стимул для паники. Очень боится Нацуки и старается избегать его. Юки живёт вместе со своей бабушкой французского происхождения, любит океан.
Сэйю: Рёта Осака
Хару (яп. ハル)
Имеет светлые волосы. Он очень весёлый и харизматичный. Представляет себя как инопланетянина, люди же думают, что это шутка из-за его особого поведения, однако некоторые неприятные личности пытаются доказать это. Относится к Юки как к брату. Когда злится, то вытаскивает водяной пистолет, чтобы как-то контролировать свой гнев. Хару и его сестра прибыли на землю с миссией спасти однажды землю по непонятной причине, но для этого им нужно научиться ловить рыбу. Может телепатически общаться с сестрой через воду. Позже выясняется, что Хару и его сестра — рыбы из другой планеты, главной задачей которых является найти представителя их вида, который угрожает населению острова Еносима, подчинением их разумов.
Сэйю: Мию Ирино
Нацуки Усами (яп. 宇佐美 夏樹)
Коренной житель Еносима. У него чёрные растрёпанные волосы и очки. Ходит как правило с раздражённым видом. Он не любит находиться в компании людей. Хорошо известен как участник национальных соревнований по рыбалке, в связи с чем носит прозвище «Принц рыбалки». Он учит ловить рыбу Хару и Юки, позже становится их другом. При общении со своей младшей сестрой становится мягким и добрым.
Сэйю: Коки Утияма
Акира Ямада (Агаркар) (яп. アキラ・アガルカール・山田)
Таинственный человек родом из Индии. Носит при себе всегда утку Тапиоку. Он шпионит за Хару по заданию таинственной организации «Утка». Для дальнейшей слежки, Акира переходит в класс Юки, несмотря на то, что ему уже 25 лет. Является опытным рыбаком.
Сэйю: Томокадзу Сугита
Кейт (яп. ケイト Кэито)
Бабушка Юка. Она француженка, очень добрая и весёлая. Позволила Хару жить вместе с ней и Юки. Часто даёт полезные советы Хару о человеческом социальном взаимодействии.
Сэйю: Фуми Хирано
Коко (яп. ココ)
Младшая сестра Хару. Также в припадке ярости начинает стрелять водным пистолетом в людей. У неё есть сомнения относительно того, что Юки сможет помочь в их миссии. Иногда появляется в облике рыбы.
Сэйю: Эмири Като
Тамоцу Усами (яп. 宇佐美 保)
Отец Нацуки и Сакуры. Между отцом и Нацуки напряжённые отношения. Вероятно из-за того, что отец влюбился в другую женщину.
Сэйю: Сиро Сайто
Эрика (яп. 宇佐美 えり香)
Учится в том же классе, что и Юки. Сидит рядом с ним. В 6 серии выясняется, что она внучка мэра города. Она также связана с семьей Усами.
Сэйю: Нодзоми Ямамото
Урара (яп. ウララ)
Инопланетянин той же расы, что и Хару и Коко. Именно он был целью их пришествия на Землю. Имеет длинные голубо-розовые волосы. Очень застенчивый.
Сэйю: Такахиро Сакураи